# جهنده سرخ
جهندهٔ سرخ (Sympetrum sanguineum) در خانواده آسیابک‌های آب‌نشین قرار دارد و در اروپا زندگی می‌کند. پهنای بال این سنجاقک تا ۶ سانتی‌متر هم می‌رسد. جهنده سرخ بین ماه‌های جولای تا سپتامبر یافت می‌شود.